# هارولد غولت
هارولد غولت هو سياسي كندي، ولد في 30 مارس 1896 في سانت جون في كندا، وتوفي في 4 أكتوبر 1955 في Grand Bay-Westfield ‏ في كندا. نشط حزبياً في الجمعية الليبرالية لنيو برونزويك ‏. وقد انتخب عضو الجمعية التشريعية لنيو برونزويك ‏.